# Gravensteengroep
De Gravensteengroep was een groep van onder anderen Vlaamse intellectuelen en kunstenaars die op 21 februari 2008 een pleidooi voor een verdere staatshervorming openbaar maakte. De auteurs schreven hun manifest vertrekkende vanuit verschillende politieke en ideologische uitgangspunten. De groep ontleende zijn naam aan het feit dat de leden voor het eerst bijeenkwamen in een pand aan de Lievekaai in de schaduw van het Gentse Gravensteen, alwaar het eerste Manifest werd opgesteld. Johan Sanctorum en Etienne Vermeersch lagen redactioneel aan de basis van het document.
De groep nam in haar manifesten uitdrukkelijk afstand van extreemrechtse ideologieën waar Vlaamse eisen meestal mee geassocieerd worden. Centraal stond het territorialiteitsbeginsel als noodzakelijke basis voor een volgehouden sociaal-economische solidariteit binnen België.

## De manifesten
Het eerste manifest werd ondertekend door Etienne Vermeersch, Jan Verheyen, Frans-Jos Verdoodt, Piet Van Eeckhaut, Jef Turf, Bart Staes, Jean-Pierre Rondas, Yves Panneels, Bart Maddens, Ludo Abicht, Chris Michel, Paul De Ridder, Dirk Denoyelle, Peter De Graeve, Jo Decaluwe, Johan Sanctorum en Eric Defoort. Meer dan 14.000 mensen onderschreven dit eerste manifest.
Intussen verliet Johan Sanctorum de Gravensteengroep, omdat hij de republikeinse thema's en het gegeven van Vlaamse zelfbeschikking onvoldoende benadrukt achtte. Achteraf traden Tinneke Beeckman, Jan Bosmans, Willy Courteaux, Pierre Darge, Karel Gacoms, Peter Hoogland, Brigitte Raskin, Johan Swinnen, Luc Van Doorslaer, Bart Vanhecke en Jan Van Duppen tot de kerngroep toe. Oud-journalist en socialistisch politicus Tuur Van Wallendael maakte eveneens deel uit van de groep, maar hij overleed op 18 november 2009.
Op 27 april 2008 publiceerde de Gravensteengroep een tweede tekst, getiteld 'Meer solidariteit door gelijkwaardigheid' en op 3 juli 2008 een derde manifest ('Politieke solidariteit: een noodzaak voor de democratie').
Het vierde manifest van de Gravensteengroep (12 oktober 2008) kreeg de titel 'Wat bevat het witte blad?'. Bij het begin van de gesprekken 'van gemeenschap tot gemeenschap' wil de Gravensteengroep met dit manifest de zes Vlaamse onderhandelaren eraan herinneren dat de gesprekken met de Franstaligen niet 'met een schone lei' beginnen maar met een verborgen agenda, waarin allerlei voorstellen staan tegen meer Vlaamse autonomie.
In het vijfde manifest (22 februari 2010) wijt de Gravensteengroep de achteruitgang van links aan het feit dat de klassieke linkse partijen in de praktijk meewerken aan de liberalisering van de samenleving en het contact met hun basis hebben verloren.
Het zesde manifest (17 mei 2010), dat vier weken vóór de federale parlementsverkiezingen van 13 juni werd gepubliceerd, zet zich af tegen de Belgische politieke 'newspeak', "...woorden die niet meer slaan waarop ze geacht worden te slaan [en] stilaan een vervuiling van het democratische taalgebruik [vormen]".
De Morgen en La Libre Belgique publiceerden op 11 maart 2011 het zevende manifest. Hierin klaagden zij de voortdurende politieke blokkering aan en stelden ze dat het land al sinds 2007 verlamd was door beschermingsmechanismen ten voordele van de Franstalige gemeenschap. Op deze manier zou de solidariteit op federaal vlak worden uitgehold. De groep stelde drie onderhandelingsprincipes voor, die door alle partijen gevolgd zouden moeten worden: het territorialiteitsbeginsel, het principe van niet-inmenging en het gelijkheidsbeginsel. Wanneer deze principes niet gerespecteerd zouden worden, maant de Gravensteengroep de Vlaamse federale parlementsleden aan om de 'institutionele blokkeringsmechanismen' eenzijdig op te zeggen.
Op 25 augustus 2011 verscheen het achtste manifest. Hierin stelde de groep dat de formateursnota van Elio Di Rupo getuigde van het expansionistisch nationalisme van de Franstaligen. Men telde drieëntwintig nadelen voor Vlaanderen tegen slechts een voor Franstalig België. De conclusie was dat de aan de gang zijnde communautaire onderhandelingen dienden afgebroken te worden en pas hervat wanneer de Franstaligen vragende partij zouden zijn.
De actieve kern van de Gravensteengroep wisselde geregeld van samenstelling. Nieuwe leden sinds 2012 waren Edi Clijsters, voormalig journalist bij De Morgen, Nelly Maes, voormalig politica van Volksunie en SPIRIT, en Magda Michielsens voormalig hoofd van het Centrum voor Vrouwenstudies van de Universiteit Antwerpen. Anderzijds konden personen die een functie of een mandaat opnemen bij een politieke partij geen actief lid van de groep blijven. In de loop van 2013 zetten Eric Defoort en Johan Swinnen daarom een stapje opzij.

## Publicaties
- Land op de tweesprong. Manifesten ter ontgrendeling van Vlaanderen. (Pelckmans, 2012)
- Maxime VANDENBERGHE, Gravensteengroep, in: Encyclopedie van de Vlaamse beweging, 2023.